# Sloup se sochou svaté Anny Samotřetí (Město Albrechtice)
Sloup se sochou svaté Anny Samotřetí se nachází na Náměstí ČSA ve Městě Albrechticích v okrese Bruntál. Barokní sloup se sochou je chráněn jako kulturní památka od roku 1958 a je zapsán do Ústředního seznamu kulturních památek ČR.

## Historie
Barokní sloup se sochou nechal zhotovit v roce 1719 na své náklady obchodník  Jan Ambrož Kravutschke. Nápisy na podstavci sloupu v překladu z latiny a němčiny do češtiny ohlašují: Panno Maria, kéž tě chválíme na věky, ty, která přijímáš ubohé, rodičko Boží. Vzdávejme slávu a čest Velkému Bohu jakož i Kristovi. Ochraňuj na věčné časy Albrechtice, svatá matko Anno. Socha se sloupem byla restaurována v roce 1957, v letech 1996-1997 a v roce 2019, kdy byla doplněna o nasvícení.

## Popis
Hranolový podstavec sochy je umístěn na trojstupňové podestě. Na podstavci je umístěn téměř šest metrů vysoký sloup se sochou. Podstavec má propadlá pole,  v kterých jsou umístěny nápisy. Hladký sloup s jednoduchou čtvercovou patkou a prstencem ve spodní části je ukončen hlavicí. Hlavice sloupu vynáší profilovanou čtvercovou krycí desku se svatou Annou, která stojí ve středu uzavřené kompozice. V pravé ruce drží sedícího polonahého Ježíška a pravou ruku pokládá na záda Marii, ta je natočena tělem ke sv. Anně a dívá se na ni a pravou rukou se dotýká Ježíškova boku. Sedící Ježíšek natahuje k Marii levou ruku, pravou má pokrčenou v lokti. Drapérie je řasená v mísovitých záhybech na bocích sv. Anny a Marie.